# Newtown (Caroline du Sud)
Pour les articles homonymes, voir Newtown.
Newtown est une census-designated place située dans le comté de Dillon, dans l’État de Caroline du Sud, aux États-Unis. Lors du recensement de 2020, elle comptait 770 habitants.